# Sandra Godinho
Sandra Godinho (Lisboa, 30 de abril de 1973), é uma judoca portuguesa. Competiu nos Jogos Olímpicos de Verão de 1992 e nos Jogos Olímpicos de 2000 .

## Biografia
Sandra Godinho representou o judo português nas Olimpíadas de Barcelona 92 e Sydney 2000, a atleta tem como ponto alto a obtenção do sétimo lugar no Campeonato do Mundo de 1999, realizado na cidade inglesa de Birmingham. Participou também nos Jogos Olímpicos de Barcelona-1992-XXV Olimpíada-Espanha, Jogos Olímpicos de Sydney-2000-XXVII-Austrália, no Campeonato da Europa-1989-Grécia, Campeonato do Mundo-1990-Espanha, Campeonato do Mundo-1999, Campeonato da Europa-Wroclaw-2000, Torneio de Paris-1993, Torneio de Sófia-1993, Torneio de Barcelona-1998 e no Campeonato Nacional-2000.